# 南アフリカ英語
南アフリカ英語（みなみアフリカえいご、英語:South African English、略語:SAfrE、SAfrEng、SAE、 en-ZA）は、南アフリカ共和国の人が話す英語である。

南アフリカの英語の地理的分布：自宅で英語を話す人口の割合。

南アフリカにおける英語の地理的分布：英語の母国語話者の密度。

## 概要
英語圏であるとされる南アフリカであるが、実際には英語はおもにヨハネスブルクやケープタウン、ダーバンを代表とする大都市を中心に、イギリス系を中心とした白人やインド系など全人口の9.6%の人の第一言語に過ぎず、90%前後の大多数の国民にとっては教育で学ぶ言語である。しかし、イギリスの植民地時代に普及した英語が共通語的役割を果たし国会や政府の公式言語として全土で使用されているが、貧困層を中心に十分に理解できない層も多く、ある程度の英語を理解できる層は全人口の半数程度に過ぎない。全人口に占める割合は2011年のセンサス統計では9.6%と、2001年のセンサス統計の8.2%より大幅に増加しており、第一言語話者数は2001年の367万3,000人から2011年には489万2,623人まで増加した。おもに黒人層の間で社会的価値の低いバントゥー諸語話者から社会的成功のために必須な英語話者へと変化していることが大きいとされる。
人種別にみると、インド系の86.1%（109万4,317人）、白人の35.9%（160万3,575人）、カラードの20.8%（94万5,847人）の母語となっており、黒人の母語話者（116万7,913人）は黒人人口の2.9%に過ぎないが、近年は急増傾向にある。